# Щефан Фюле
Щефан Фюле (на чешки: Štefan Füle) е чешки политик. Той е бивш европейски комисар по разширяване и европейска политика за съседство и бивш министър по европейските въпроси на Чехия (2010-2014) и министър по европейските въпроси на Чехия (2009).
Следва във Философския факултет на Карловия университет, Прага (1980-1981) и в МГИМО, Москва (1981-1986). Работи по Организацията на обединените нации в Министерството на външните работи на Чехословакия, като дипломат (1990-1995) в постоянното представителство в ООН на Чехословакия (после - на Чехия), като директор по ООН (1995-1996) и като директор по политиката на сигурност (1996-1998) в МВнР на Чехия. Посланик в Литва (1998-2001), Великобритания (2003-2005), постоянен представител в НАТО (2005-2009).
Член е на Чехословашката комунистическа партия от 1982 до 1989 г., а после – на Чешката социалдемократическа партия. Първи заместник-министър на отбраната (2001-2002). Министър по европейските въпроси (8 май – 30 ноември 2009).
На 9 февруари 2010 г. влиза в състава на втората еврокомисия, оглавявана от Жозе Мануел Барозо, сменяйки Владимир Шпидла като представител на Чехия в Еврокомисията.
Свободно владее английски и руски език.